# تیزو ماتسومورا
تیزو ماتسومورا (انگلیسی: Teizo Matsumura; ۱۵ ژانویهٔ ۱۹۲۹ – ۶ اوت ۲۰۰۷) آهنگساز و شاعر ژاپنی بود. یتیم و مبتلا به سل، در اوایل دهه ۱۹۵۰ که در دوران بهبودی خود شروع به نوشتن هایکو و موسیقی کرد.